# Ист Камден (Арканзас)
Ист Камден (енгл. East Camden) град је у америчкој савезној држави Арканзас.

## Демографија
По попису из 2010. године број становника је 931, што је 29 (3,2%) становника више него 2000. године.
| Група             | 2000.       | 2010.       |
| Белци             | 615 (68,2%) | 598 (64,2%) |
| Афроамериканци    | 242 (26,8%) | 290 (31,1%) |
| Азијати           | 0 (0,0%)    | 4 (0,4%)    |
| Хиспаноамериканци | 30 (3,3%)   | 25 (2,7%)   |
| Укупно            | 902         | 931         |